# Reinhold Ballmann
Reinhold Ballmann (* 13. Oktober 1948) ist ein ehemaliger deutscher Fußballspieler.

## Karriere

### Vereine
Ballmann kam 19-jährig für die SpVgg Fürth in der Regionalliga Süd in der Saison 1967/68 und 1968/69 zum Einsatz. In seinen ersten 15 Saisonspielen erzielte er fünf Tore, ein Jahr später bestritt er nur sechs, in denen er torlos blieb.
Von 1969 bis 1971 war er für die SpVgg Büchenbach in der 1. Amateurliga Bayern aktiv, danach folgten drei Saisons für den ESV Nürnberg-West Fürth in der Landesliga Bayern, Staffel Mitte.
Über sein Verbleib in der Zeit von 1974 bis 1978 ist nichts bekannt, bis er in der Saison 1978/79 für den FC Stein aus der gleichnamigen mittelfränkischen Stadt in Erscheinung trat.

### Nationalmannschaft
Als Nationalspieler debütierte er am 14. Februar 1967 in Mönchengladbach, bei der 0:1-Niederlage gegen England wurde er in der 2. Halbzeit eingewechselte. Am 8. April 1967 spielte er in Stockholm beim 1:1-Unentschieden der DFB-Jugendauswahl „A“ gegen die der Auswahl Schwedens. Bereits zuvor war er bei inoffiziellen Spielen der DFB-Jugend im Einsatz, im Januar des Jahres hatte er dabei bei einem internationalen Turnier in Las Palmas mitgewirkt und beim 5:1-Erfolg über eine Auswahl Teneriffas neben den jeweils doppel erfolgreichen Klaus Brakelmann und Roland Weidle als Torschütze geglänzt. Ende April 1967 nominierte ihn DFB-Auswahltrainer Udo Lattek für den 16 Spieler umfassenden Kader für das im Mai in der Türkei ausgetragenen UEFA-Juniorenturnier. Am 5. Mai 1967 kam er in Istanbul im Gruppenspiel bei der 0:1-Niederlage gegen die Auswahl Frankreichs zum Einsatz.

## Erfolge
- Teilnahme am UEFA-Juniorenturnier 1967